# Dikasterium pro mezináboženský dialog
Dikasterium pro mezináboženský dialog (lat.: Dicasterium pro dialogo inter religiones) je jedno ze šestnácti dikasterií římské kurie, které koordinuje aktivity římské kurie v dialogu s ostatními náboženstvími.

## Historie
Rada byla zřízena v roce 1964 papežem Pavlem VI. jako Sekretariát pro nekřesťany. Během pontifikátu Jana Pavla II. byla v apoštolské konstituci Pastor Bonus z 28. června 1988 pojmenována současným názvem a stala se součástí římské kurie. Benedikt XVI. ji v roce 2006 včlenil do papežské rady pro kulturu. V roce 2007 se stala opět samostatnou institucí. Její součástí je Komise pro náboženské vztahy s muslimy.
Papež František apoštolskou konstitucí Praedicate Evangelium k 5. červnu 2022 změnil název této organizace na "Dikasterium pro mezináboženský dialog".

## Předsedové
- 1964–1973: Paolo Marella
- 1973–1980: Sergio Pignedoli
- 1980–1984: Jean Jadot
- 1984–2002: Francis Arinze
- 2002–2006: Michael Louis Fitzgerald
- 2006–2007: Paul Poupard
- 2007–2018: Jean-Louis Tauran
- 2019–2024: Miguel Ángel Ayuso Guixot

## Členové
- Paul Poupard
- Francis Arinze
- Baselios Cleemis Thottunkal
- Telesphore Placidus Toppo
- Ivan Dias
- Cláudio Hummes
- Leonardo Sandri